# John Cox (sonoplasta)
John Cox (Leicester, 7 de maio de 1908 — Londres, setembro de 1972) é um sonoplasta britânico. Venceu o Oscar de melhor mixagem de som na edição de 1963 por Lawrence of Arabia.